# Дома 1074 км
Дома 1074 км — починок в Малопургинском районе Удмуртской республики. 

## География
Находится в южной части Удмуртии на расстоянии приблизительно 9 км на запад по прямой от районного центра села Малая Пурга у железнодорожной линии Казань-Агрыз. 

## История
Известен с 1957 года как Казарма 1074 км. Входил до 2021 года в состав Уромского сельского поселения. По состоянию на 2021 год опустел.

## Население
Постоянных жителей было: 3 в 2002 году (удмурты 100%) , 1 в 2012 .